# Ciudad jardín

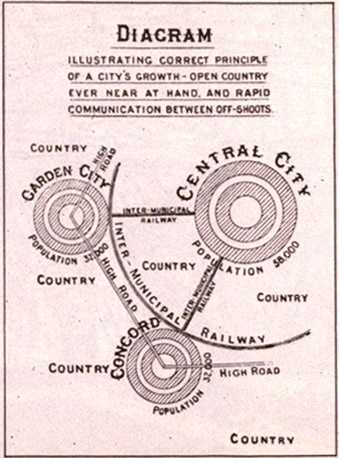
Diagrama de Ebenezer Howard, fundador del movimiento urbanístico de la ciudad jardín.

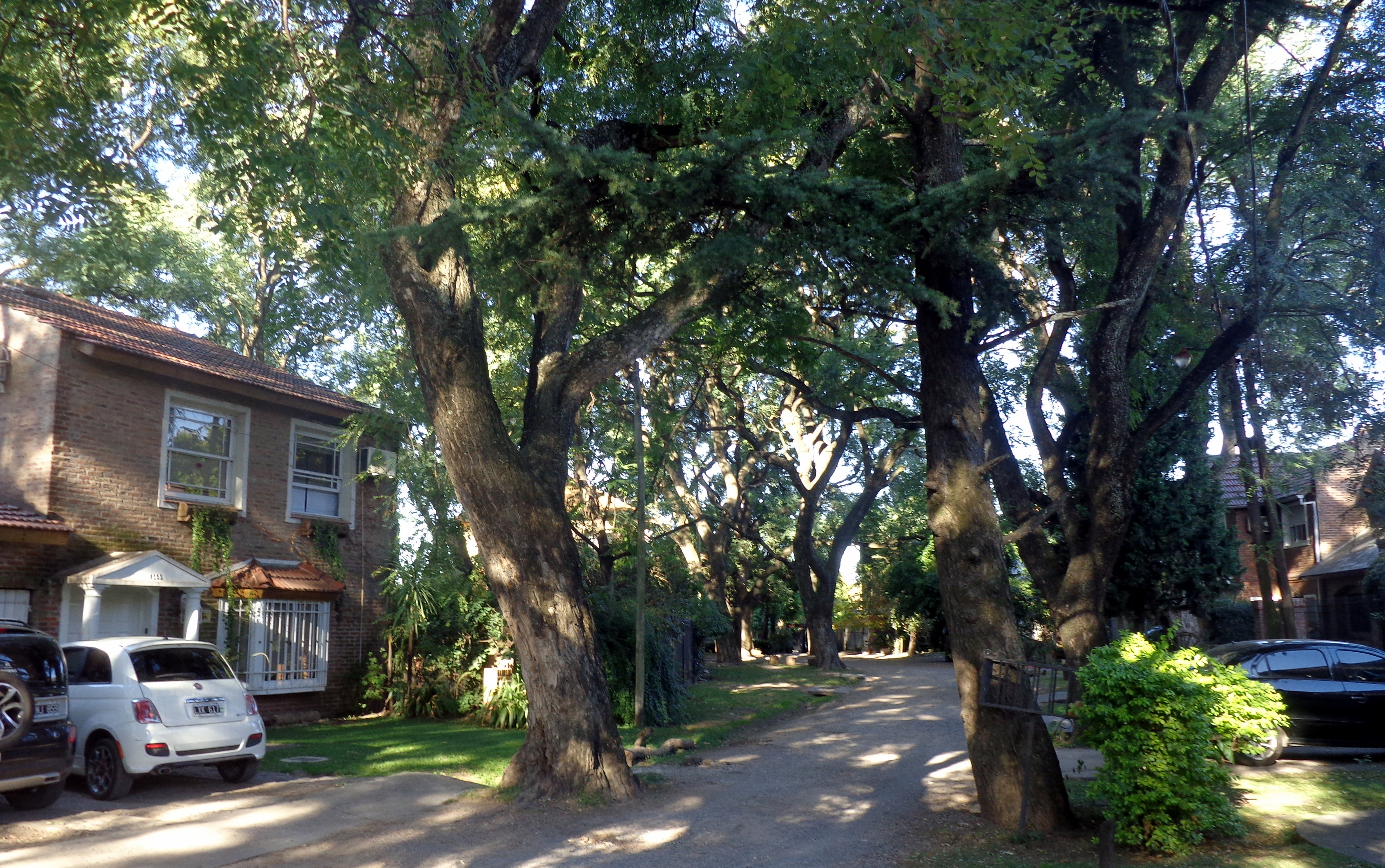
Ciudad Jardín Lomas del Palomar, en Argentina, primera de su tipo en Sudamérica.

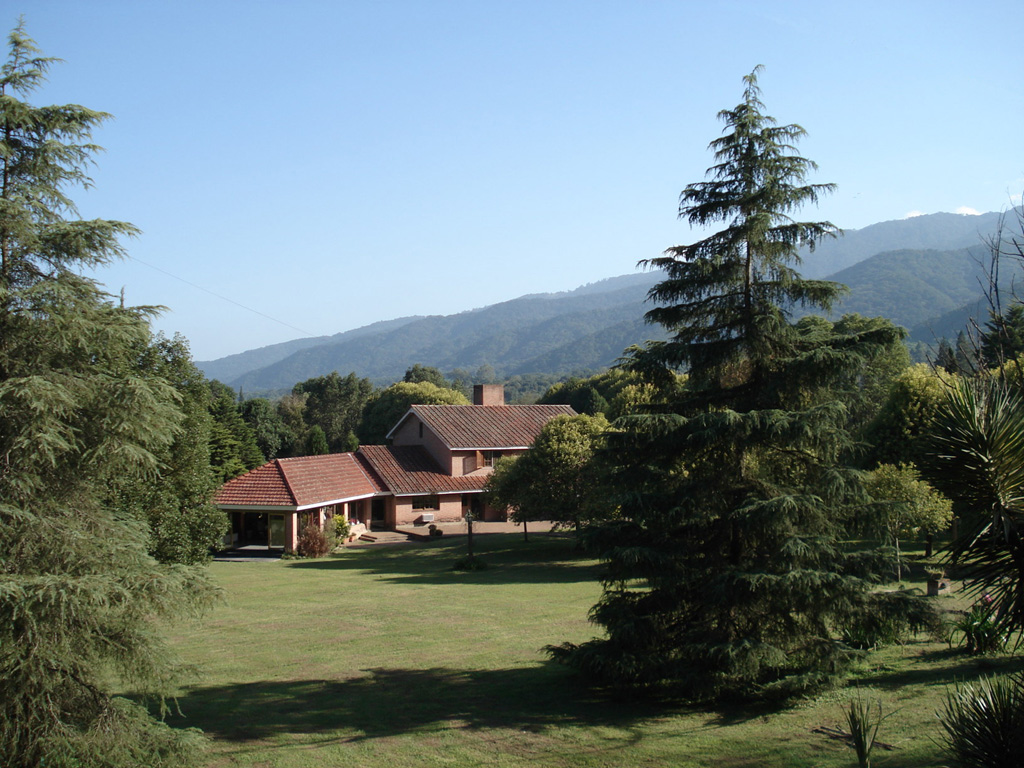
Casa quinta típica de ciudad parque en Yerba Buena, Tucumán, Argentina.

El movimiento urbanístico de la ciudad jardín fue concebido por sir Ebenezer Howard (1850-1928). Sus ideas, con componentes tanto sociológicos como urbanísticos, fueron publicadas en 1898 en su obra Tomorrow: A Peaceful Path to Real Reform (Mañana: Un camino tranquilo hacia una reforma real), revisada y ampliada en 1902 bajo el título Garden Cities of To-Morrow (Ciudades jardín del mañana).
Howard proponía sustituir las grandes ciudades industriales por asentamientos de menor escala, rodeados de tierras agrícolas. Estos debían integrar lo mejor de la vida urbana y la rural, con el objetivo de mejorar las condiciones de salud, confort y convivencia social de los trabajadores. 

## Características
Una ciudad jardín debía diseñarse para favorecer una vida saludable y equilibrada. Howard proponía:
- Un tamaño limitado, que permitiera un pleno desarrollo social sin convertirse en una metrópolis.
- Crecimiento controlado, con un tope de población.
- Un cinturón verde circundante, con tierras agrícolas y comunidades rurales en proporción de 3 a 1 respecto al área urbanizada.
- Propiedad comunitaria o colectiva del suelo, para impedir la especulación inmobiliaria.[3]

Según Howard, la ciudad social ideal tendría aproximadamente 32.000 habitantes en un área de unas 1.000 acres (alrededor de 400 hectáreas), rodeada por un cinturón verde cinco veces mayor que la superficie edificada.

## Primeras experiencias
En 1903, Howard fundó la Garden City Association, organización destinada a promover y materializar el concepto. Ese mismo año comenzó la construcción de la primera ciudad jardín en Letchworth, a 55 km al norte de Londres, sobre un terreno de poco más de 1.860 ha, con una capacidad proyectada para 33.000 habitantes.  
Posteriormente, en 1919, se inició la planificación de Welwyn Garden City, cercana a la ciudad de Welwyn. Para 1970, su población rondaba los 45.000 habitantes.  
En ambos casos, los residentes encontraron empleo principalmente en los centros industriales locales, o en otros situados a menos de 15 km. Estas ciudades fueron concebidas como comunidades autosuficientes, y no como simples ciudades dormitorio.

## Evolución del modelo ciudad jardín

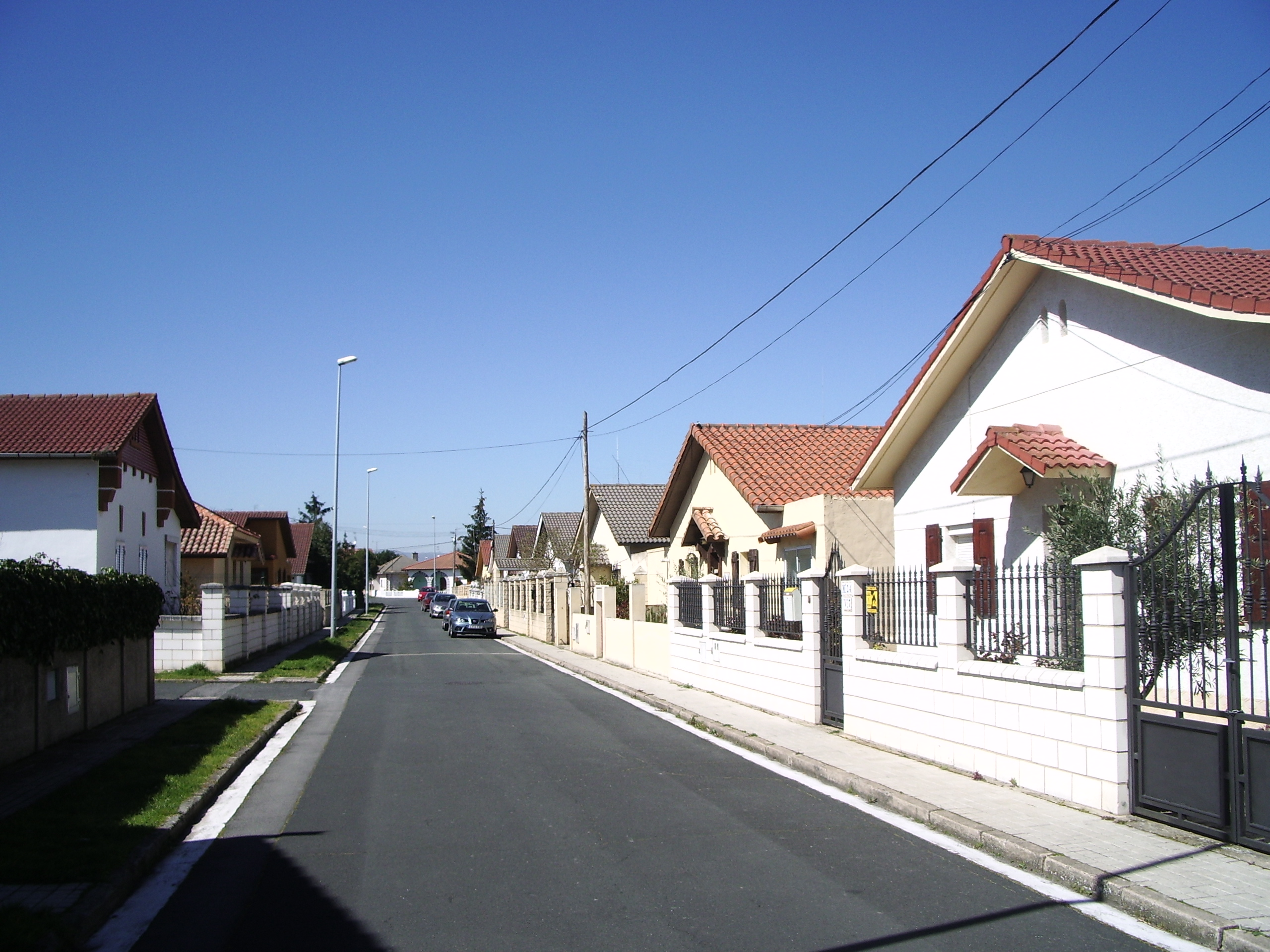
Barrio de Los Ángeles, Miranda de Ebro, inaugurado en 1948 para acoger a los trabajadores de la papelera FEFASA.

El éxito de la Ciudad Jardín en Gran Bretaña fue extraordinario, como también a nivel internacional. La Garden City Association junto con la Town Planning Conference organizada en 1910, animaría la fundación en 1913 de la International Garden Cities and Town Planning Association, que se encargaría de la propagación de la Ciudad Jardín en el resto del mundo (aunque frecuentemente diferenciadas del modelo original).
Para Estados Unidos fue un gran disparador en la urbanización de nuevas ciudades, como Forest Hills Gardens (Nueva York), Radburn (Nueva Jersey 1923). El modelo también llegó a distintos países Europeos como Alemania con el “Nuevo Frankfurt” de Ernst May, desarrollado entre 1925 y 1930), Stuttgart (con la Weissenhof de 1927) o Berlín, con las siedlungen construidas durante la República de Weimar. 
En Latinoamérica puede destacarse la Ciudad Jardín de El Palomar Inaugurada en 1944 por el empresario de origen alemán Erick Zeyen, o varios barrios edificados en los suburbios de São Paulo, Brasil, como Butantã, Jardim América, Jardim Europa, Alto da Lapa, Goiânia, capital del estado de Goiás, y Maringá. 
La difusión de la Ciudad Jardín llevó a distintas interpretaciones que irían perdiendo buena parte de los fundamentos fijados por Howard, Unwin y Parker. Pero aun así estas distintas interpretaciones mantuvieron un denominador común expresado en una densidad media-baja, con una importante presencia de zonas verdes en zonas periféricas interconectadas entre sí por rápidas rutas de acceso 
En España, en el año 1911 se promulgó una ley llamada ley de casas baratas que fue posteriormente modificada en 1921, intentando solucionar el acuciante problema de la vivienda popular, es decir, el ordenamiento para la construcción de barriadas económicas, diseñadas en teoría como ciudades satélite autónomas en lo referente a sus propios servicios colectivos, con unas garantías higiénicas mínimas y siempre buscando la proximidad a las grandes arterias de comunicación o a los grandes centros de trabajo.
En Huelva se construyó el barrio obrero o barrio Reina Victoria de José María Pérez Carasa y Gonzalo Aguado, en 1916. En Guecho, el barrio de Neguri se diseñó basándose en las ciudades-jardín inglesas y en Bilbao se edificó la Ciudad Jardín bilbaína entre 1923 y 1925. En Vitoria se encuentra el distrito de Mendizorroza. En Cartagena se construyó el barrio de Ciudad Jardín en 1929, al amparo de la mencionada ley de Casas Baratas; es un barrio con calles en cuadrícula, típico de los años 20, con una edificación de tipo residencial unifamiliar de tipología uniforme. En Cantabria destacan la ciudad jardín de Santander y la Ciudad Vergel en Torrelavega.
En la ciudad de Málaga se encuentra el barrio de Ciudad Jardín, un barrio relativamente joven, ya que su origen como tal se fija cuando está muy avanzado el primer tercio del pasado siglo XX. Las obras iniciales de las primeras casas que lo formarían dieron comienzo en 1925.
En Madrid destacan el proyecto de Ciudad lineal de Arturo Soria, el barrio de El Viso y posteriormente la urbanización de La Moraleja.
La Ciudad Jardín (Sevilla), barrio residencial del distrito de Nervión, de chalets de distinto tamaño, construido para la Exposición Iberoamericana de 1929 de Sevilla. También Ciudad Jardín Santa Clara.
El concepto de Ciudad Jardín y Segur de Calafell también aparecen ligados desde que en 1947 naciera un proyecto de urbanización de la zona conocida históricamente como Quadra de Segur de la mano del arquitecto Manuel Baldrich, padre de los planos originales.
El desarrollo que luego tuvo aquel inicial concepto de Ciudad Jardín, convertido en una hilera interminable de edificios frente al mar, producto de la especulación depredadora de finales de los 70 y con el beneplácito de los sucesivos ayuntamientos. El citado crecimiento le valió el apelativo de mayor urbanización de Europa.
La parte de Segur que se mantiene aún en la zona de montaña como urbanización de viviendas unifamiliares, conserva aún rasgos característicos de la idea original. Actualmente está calificada como urbanización perteneciente al municipio de Calafell, en la comarca del Bajo Panadés.
En Ecuador desde el 2006 se construye en la capital, Quito el proyecto más grande de Latinoamérica con más de 7000 unidades de vivienda y 17 hectáreas de áreas verdes diseñadas en base al concepto urbanístico del futuro Ciudad Jardín, este proyecto es impulsado por la empresa inmobiliaria Ferroinmobiliaria SA, junto al parque metropolitano del sur de la ciudad que consta adicionalmente de 600 hectáreas.

Ciudad jardín de Kapelleveld (Woluwe-Saint-Lambert, Bélgica, 1923-1926).
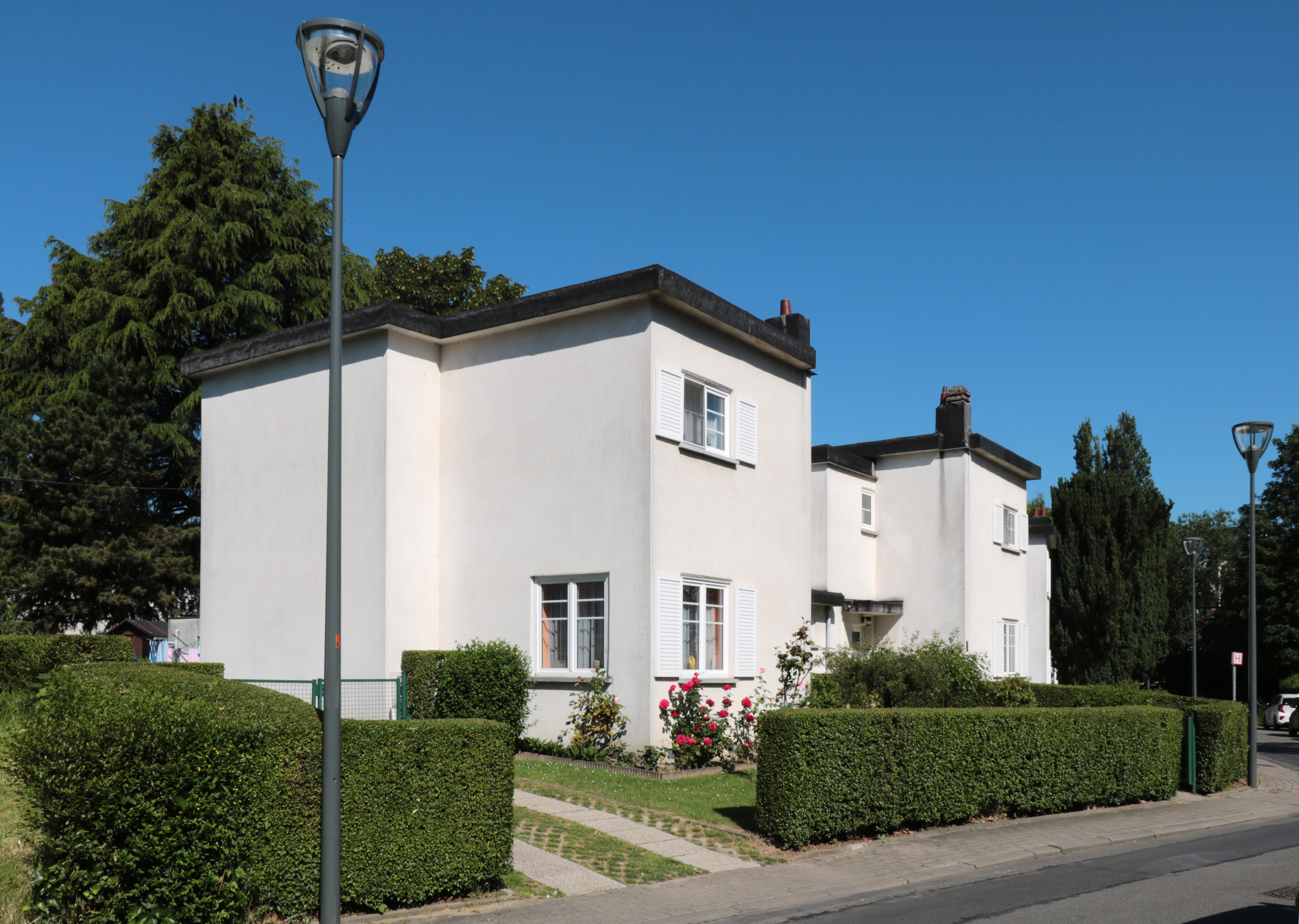
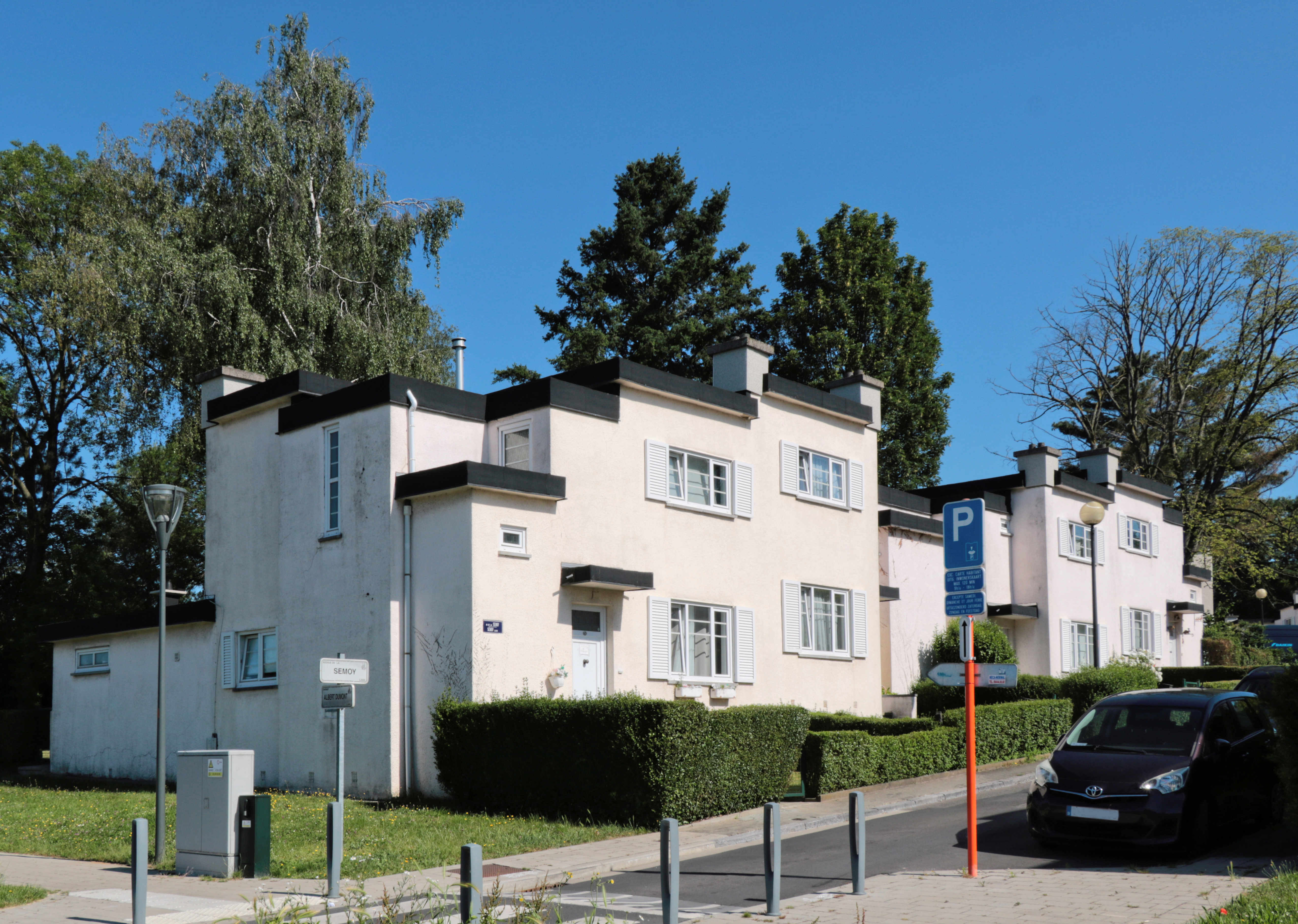
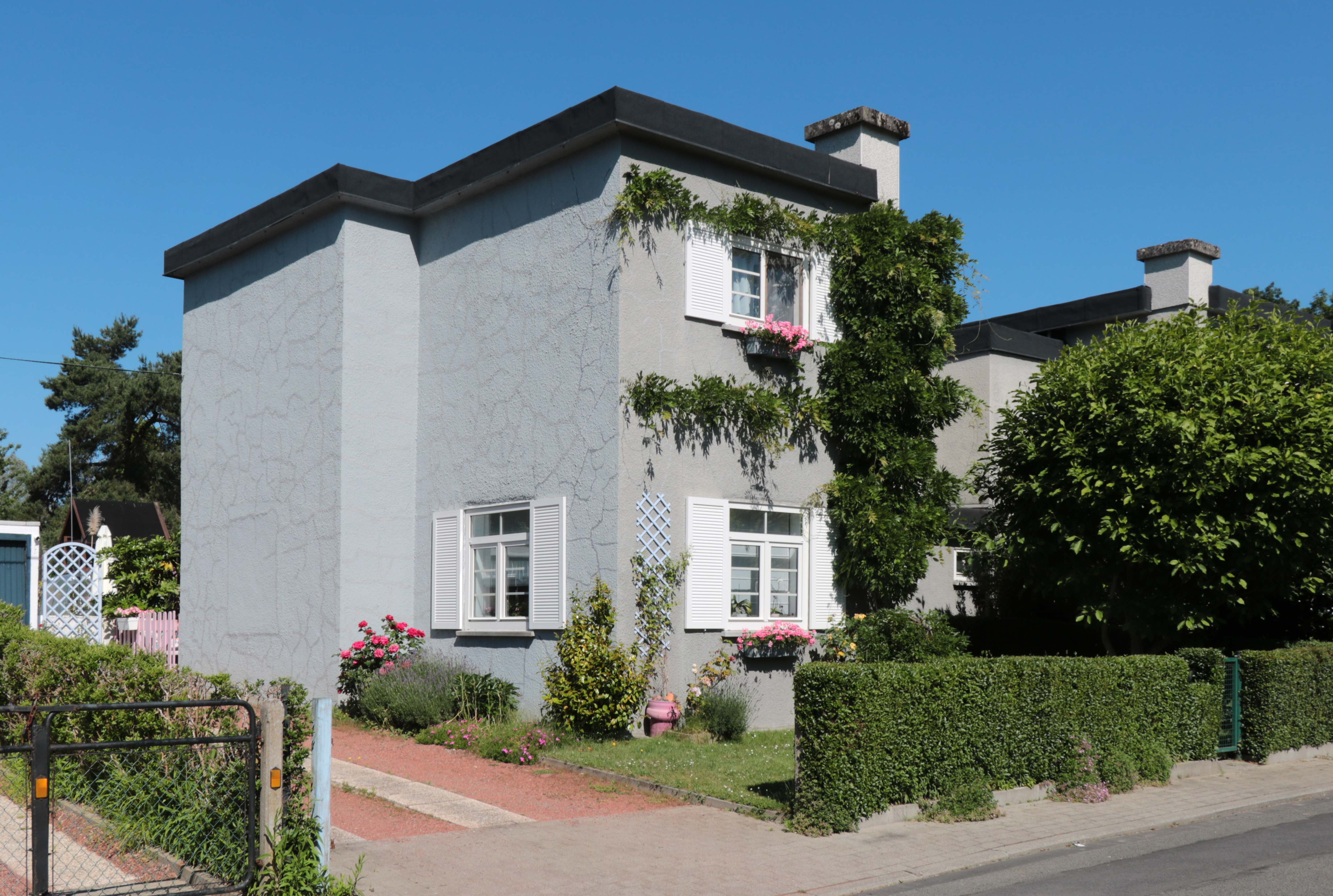

## Diagramas

### Diagramas de la versión de 1898

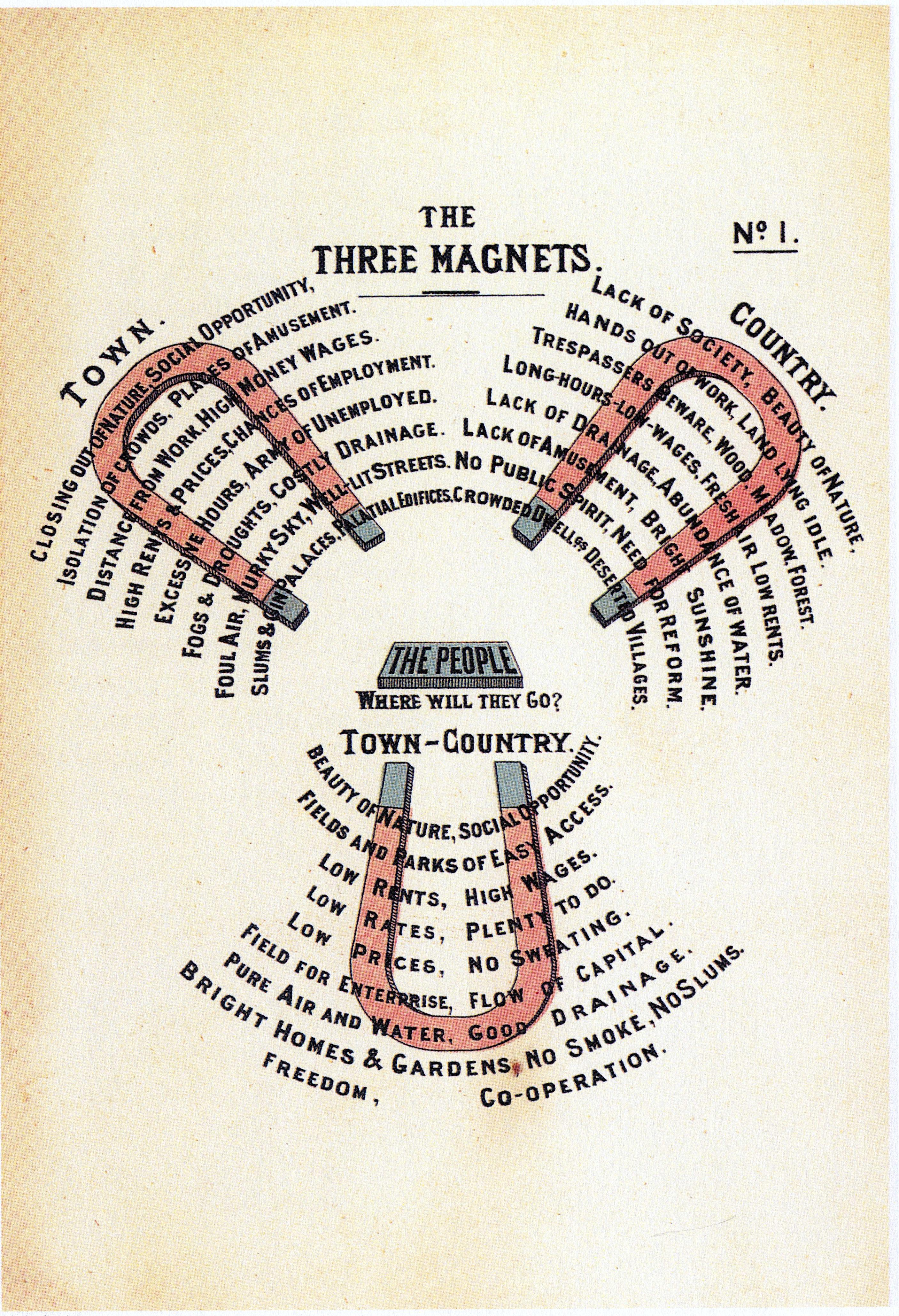
Diagrama N°1 los "tres imanes" (Ebenezer Howard, To-morrow: A Peaceful Path to Real Reform.)
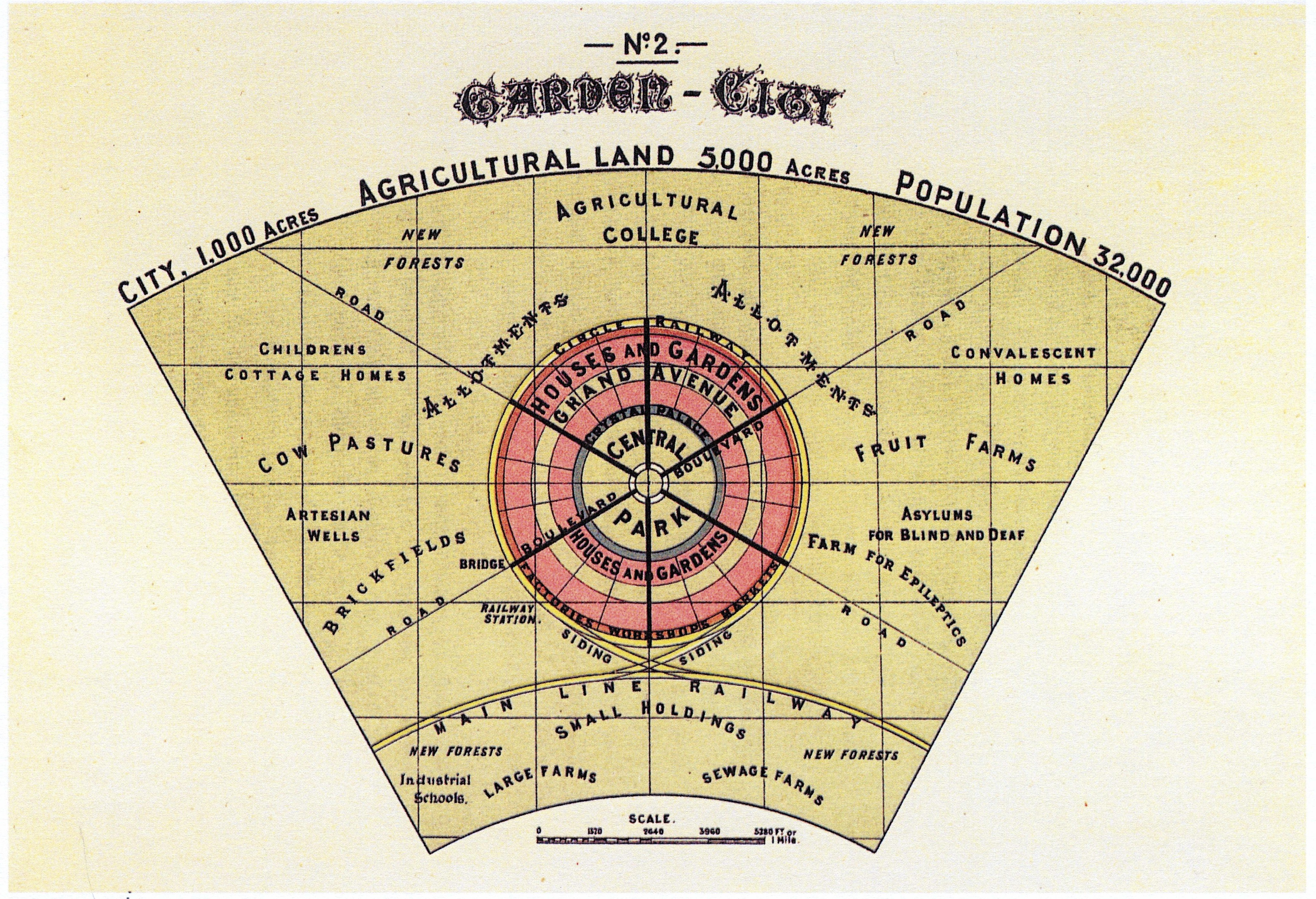
Diagrama N°2 (Ebenezer Howard, To-morrow: A Peaceful Path to Real Reform.)
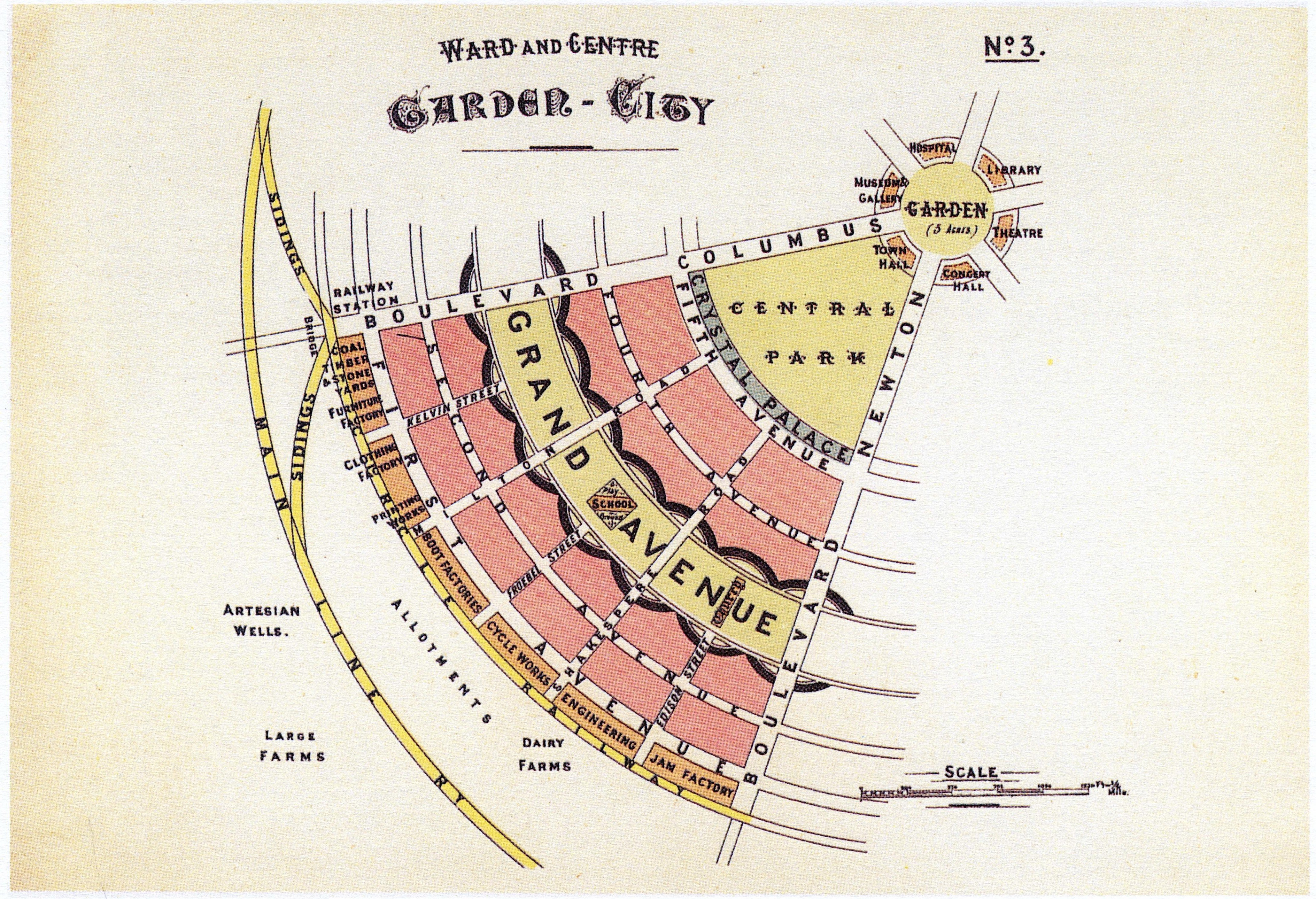
Diagrama N°3 (Ebenezer Howard, To-morrow: A Peaceful Path to Real Reform.)
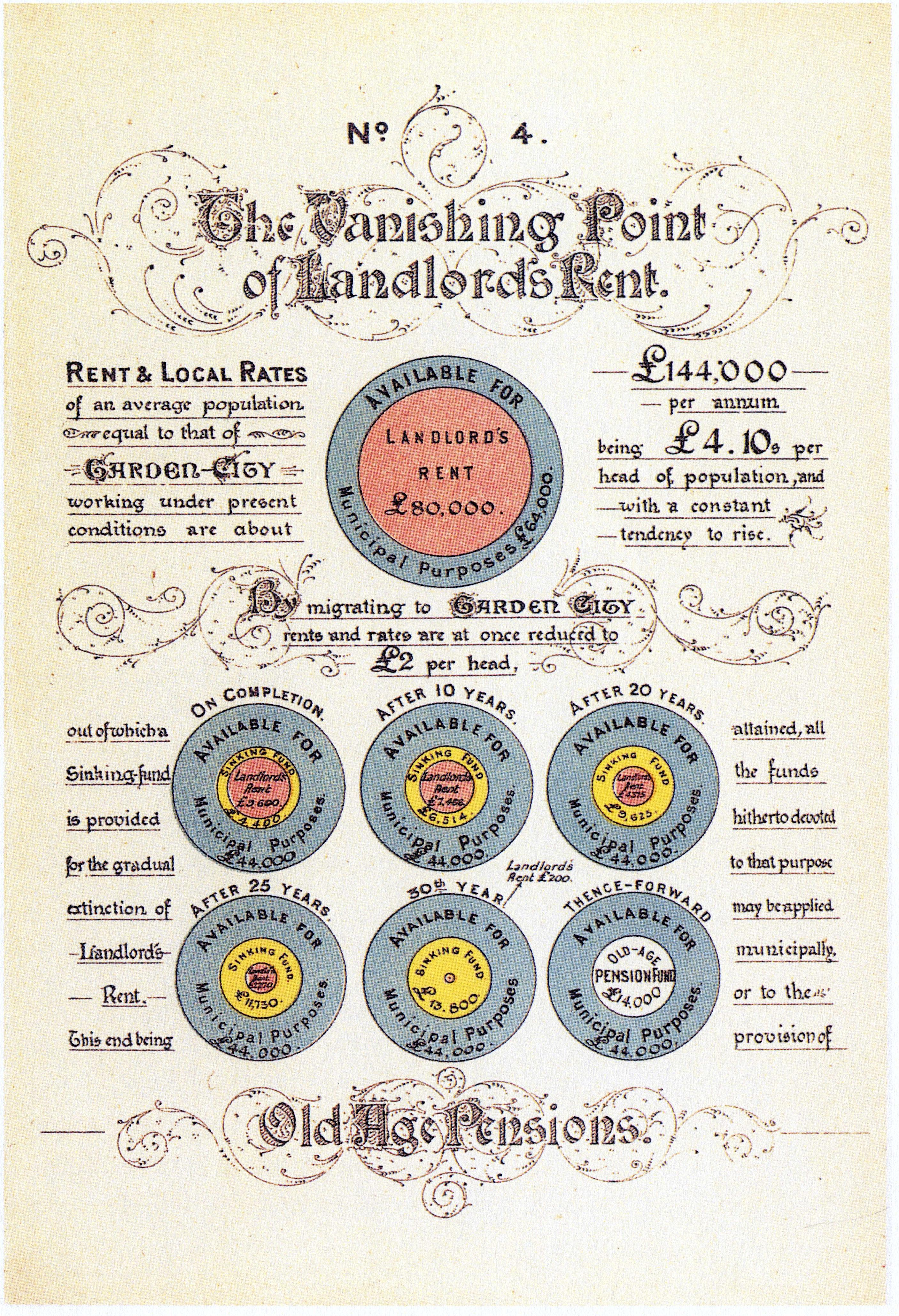
Diagrama N°4 (Ebenezer Howard, To-morrow: A Peaceful Path to Real Reform.)
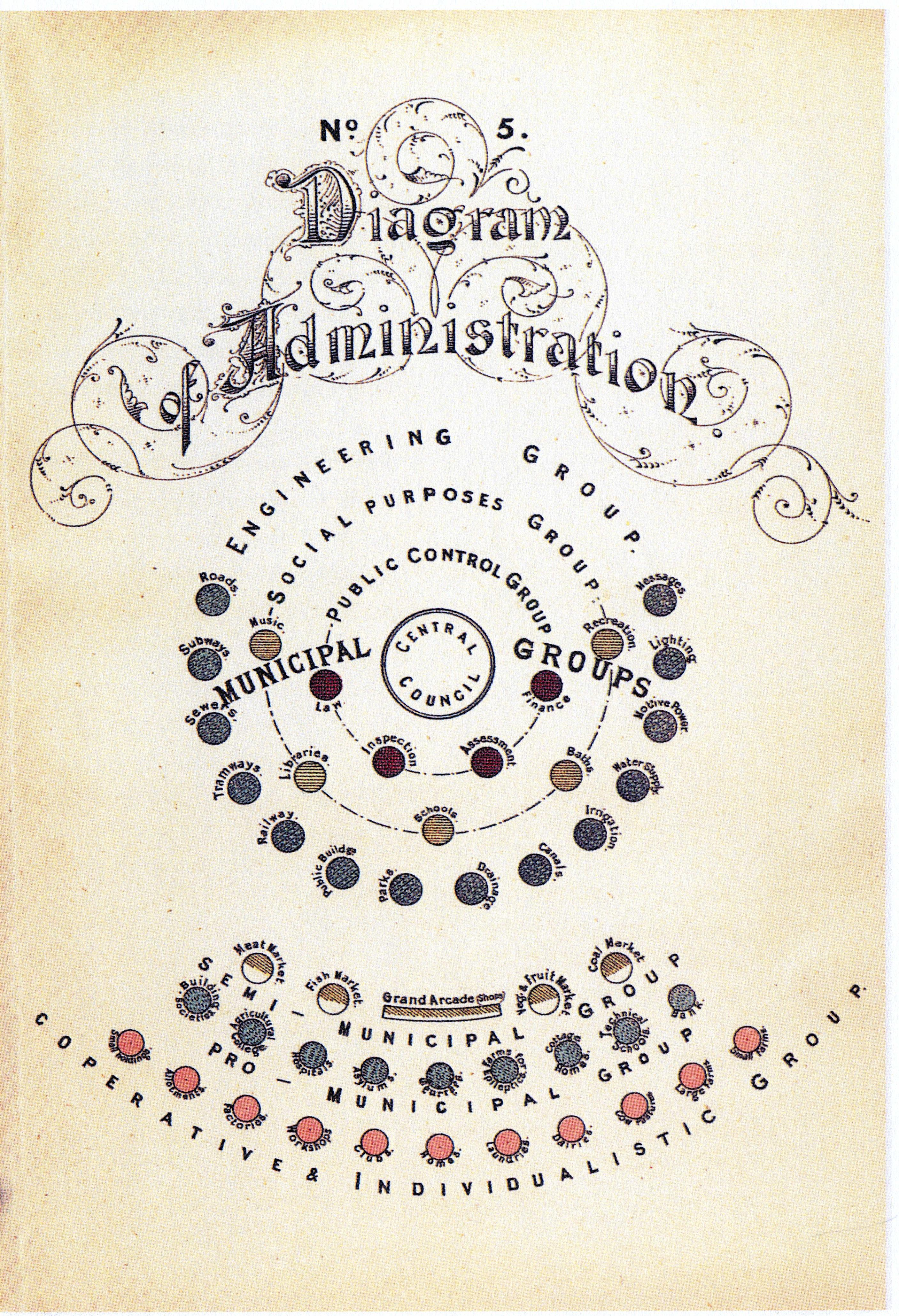
Diagrama N°5 (Ebenezer Howard, To-morrow: A Peaceful Path to Real Reform.)
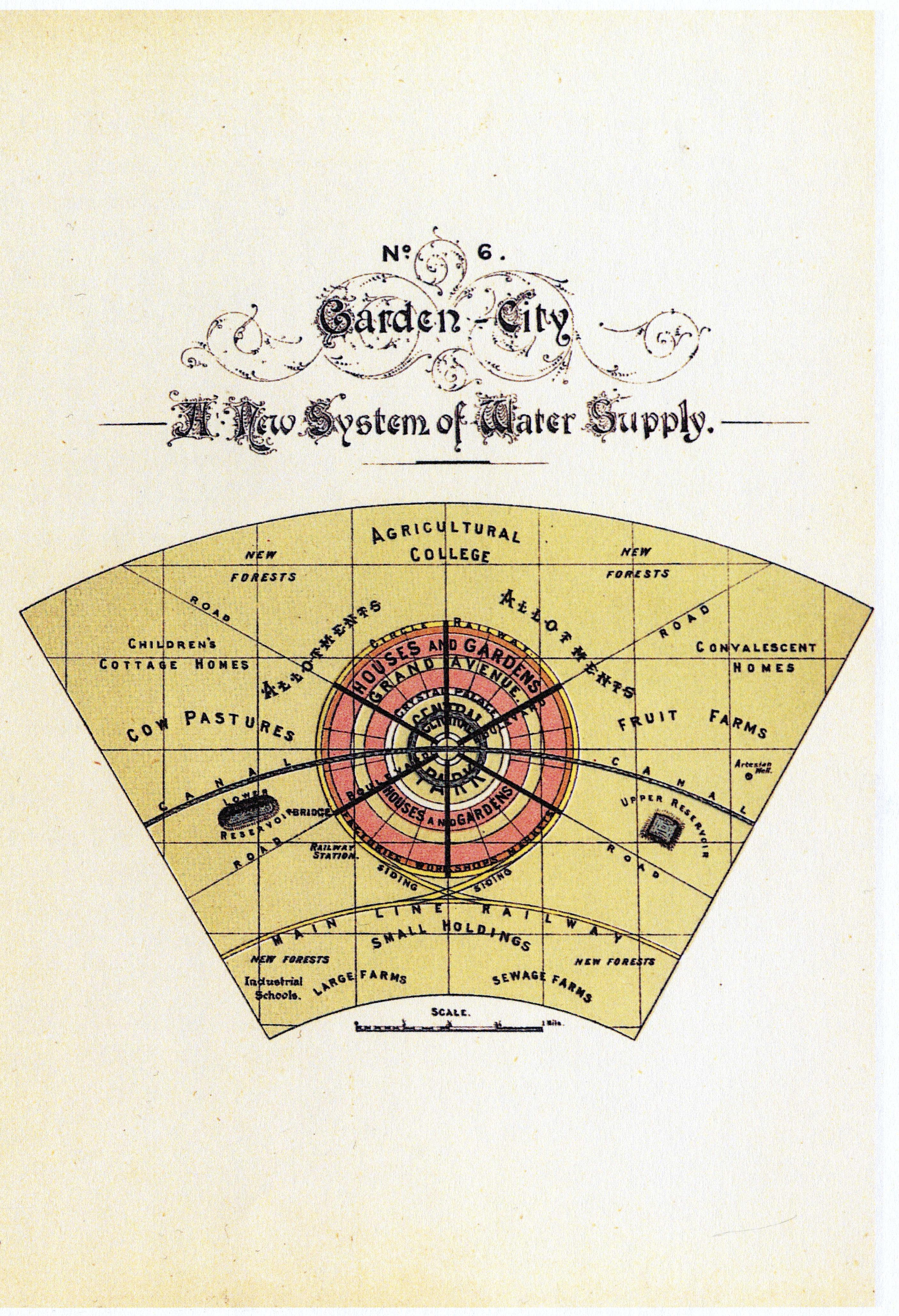
Diagrama N°6 (Ebenezer Howard, To-morrow: A Peaceful Path to Real Reform.)
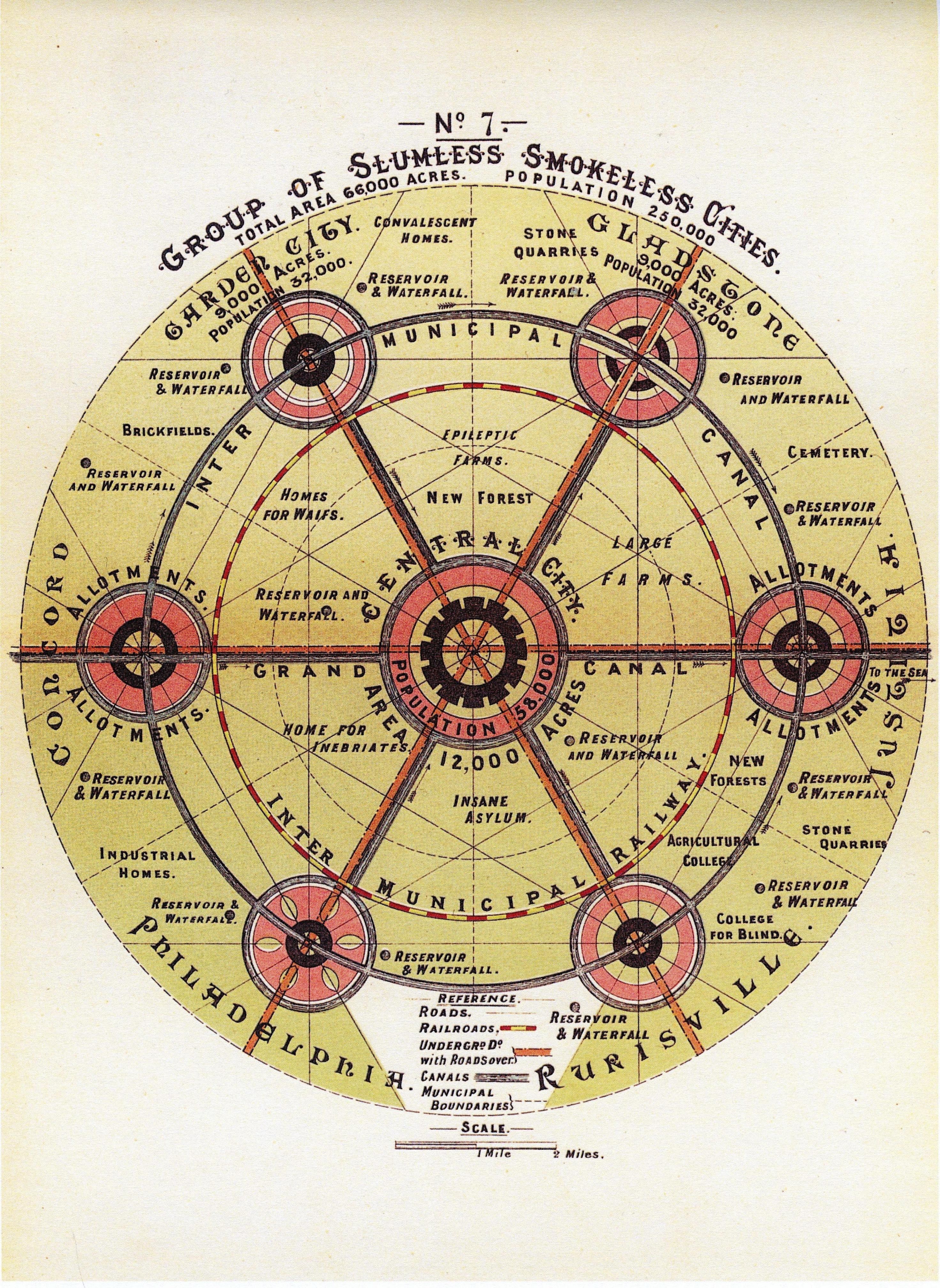
Diagrama N°7 (Ebenezer Howard, To-morrow: A Peaceful Path to Real Reform.)